# Dietmar Schmittner
Dietmar Schmittner (* 21. Dezember 1958 in Salzburg) ist ein österreichischer Politiker. Er war von Juni 2013 bis Juni 2018 Mitglied des österreichischen Bundesrats.

## Leben
Dietmar Schmittner besuchte im Salzburger Stadtteil Mülln die Volksschule sowie das Christian-Doppler-Gymnasium und Realgymnasium, an dem er im Jahr 1977 die Matura ablegte. Nach einem Jahr Präsenzdienst studierte er von 1978 bis 1982 Rechtswissenschaften an der Universität Salzburg.
Nach einem Jahr als Studienassistent am Institut für römisches und bürgerliches Recht an der Universität Salzburg trat Schmittner in den Landesdienst ein und wurde 1984 Referent an der Bezirkshauptmannschaft des Bezirks Hallein. 1986 wurde er Sachbearbeiter im Amt der Salzburger Landesregierung.
Schmittner trat erst relativ spät, 1993, in die FPÖ ein. Nur ein Jahr später wurde er Sekretär im Büro von Landesrat Karl Schnell. Innerhalb der Partei war Schmittner jedoch nur auf kommunaler Ebene erfolgreich, als er in der Zeit von 1996 bis 2000 die Leitung der FPÖ-Ortsgruppe in Puch bei Hallein übernahm.
Im Juni 2013 wurde Schmittner nicht nur Mitglied des Bundesrats, sondern auch Bürgeranwalt der FPÖ Salzburg. Nachdem es im Juni 2015 zu schweren parteiinternen Auseinandersetzungen und schließlich zur Spaltung der FPÖ Salzburg gekommen war, stellte sich Schmittner auf die Seite seines politischen Weggefährten Karl Schnell, der eine neue Partei unter dem Namen Die Freiheitlichen in Salzburg gründete, und damit gegen Bundesparteiobmann Heinz-Christian Strache. Daraufhin wurde Schmittner gemeinsam mit anderen, die sich auf Schnells Seite gestellt hatten, am 16. Juni 2015 per Beschluss des Bundesparteivorstands aus der FPÖ ausgeschlossen. Zeitgleich erfolgte auch sein Ausschluss aus der FPÖ-Bundesratsfraktion, womit er aktuell parteifreies Mitglied des Bundesrats war.
Im Herbst 2011 wurde er vom Dienst suspendiert. Ihm wurde unter anderem vorgeworfen, in verschiedenen Verfahren, obwohl ihm die Stellung eines verfahrensführenden Behördenorgans zukam, außerhalb seiner dienstlichen Tätigkeit verfahrensrelevante und im Interesse der antragstellenden Partei gelegene Handlungen vorgenommen und die von ihm behördlich zu treffende Entscheidung danach ausgerichtet zu haben, weiters entgegen der Weisung seines Dienstvorgesetzten Bürger rechtlich beraten und für diese eine behördliche Eingabe konzipiert zu haben. Das Disziplinarverfahren mündete im Februar 2012 in Schmittners Entlassung.
Diese Entscheidung – die von der FPÖ auch auf politischer Ebene gegenüber dem verantwortlichen ÖVP-Landesrat Josef Eisl heftig bekämpft wurde – wurde schließlich im Oktober 2014 vom Landesverwaltungsgericht Salzburg bestätigt.
Nach der Landtagswahl in Salzburg 2018 schied er mit 12. Juni aus dem Bundesrat aus. Ende Juni 2018 gab er bekannt, bei der Gemeinderatswahl 2019 mit einer Alternative für Salzburg (AfS) nach dem Vorbild der Alternative für Deutschland (AfD) antreten zu wollen.